# 브람스를 좋아하세요
브람스를 좋아하세요...(프랑스어: Aimez-vous Brahms...)는 프랑스의 작가 프랑수아즈 사강의 소설이다. 파리를 배경으로 편안하고 익숙한 중년의 연인 로제와 젊고 매력적인 청년 시몽 사이에서 방황하는 중년의 여인 폴의 이야기를 그린 작품이다. 1961년 잉그리드 버그만과 안소니 퍼킨스 주연의 영화로 제작되었다.

## 줄거리
서른아홉 살에 폴은 이혼한 인테리어 디자이너이다. 중요한 용무로 바쁜 연인인 로제가 먼 길을 찾아오는데, 로제는 그런 그녀를 나태하게 기다린다. 그녀는 이 관계에 헌신하지만, 또한 그녀의 독립과 자유를 지키고 싶어한다. 물론, 그녀는 가끔 미래 없이 모험을 하는 대신 로제와 더 가까워지기 위해 더 멀리 가고 싶어한다.
그녀의 인생의 전환기에, 불만족스러운 시기에, 그녀는 시몽을 만난다. 그는 폴과 사랑에 빠지고 그녀에게 구애하며 열정적으로 사랑에 빠진다. 폴은 그의 관심에 감동했지만, 브람스 콘서트에 그녀를 초대하는 날까지 거리를 둔다. 그녀는 그가 음악에 민감하다고 믿었기 때문에 굴복하고 몇 주 동안 그 젊은이가 그녀에게 주는 열정을 받아들인다.
폴은 곧 로제를 향한 그녀의 사랑이 모든 것에도 불구하고 그녀에게 더 소중하다는 것을 깨닫는다. 시몽의 폭력적이고 아름다운 슬픔을 부러워하며 슬픔이 없는 것이 아니라 끝을 맺는다.